# Justin Schultz
Justin Schultz (* 6. Juli 1990 in Kelowna, British Columbia) ist ein ehemaliger kanadischer Eishockeyspieler, der im Verlauf seiner aktiven Karriere zwischen 2009 und 2024 unter anderem 826 Spiele für die Edmonton Oilers, Pittsburgh Penguins, Washington Capitals und Seattle Kraken in der National Hockey League (NHL) auf der Position des Verteidigers bestritten hat. Mit den Pittsburgh Penguins gewann Schultz in den Playoffs 2016 und 2017 den Stanley Cup.

## Karriere

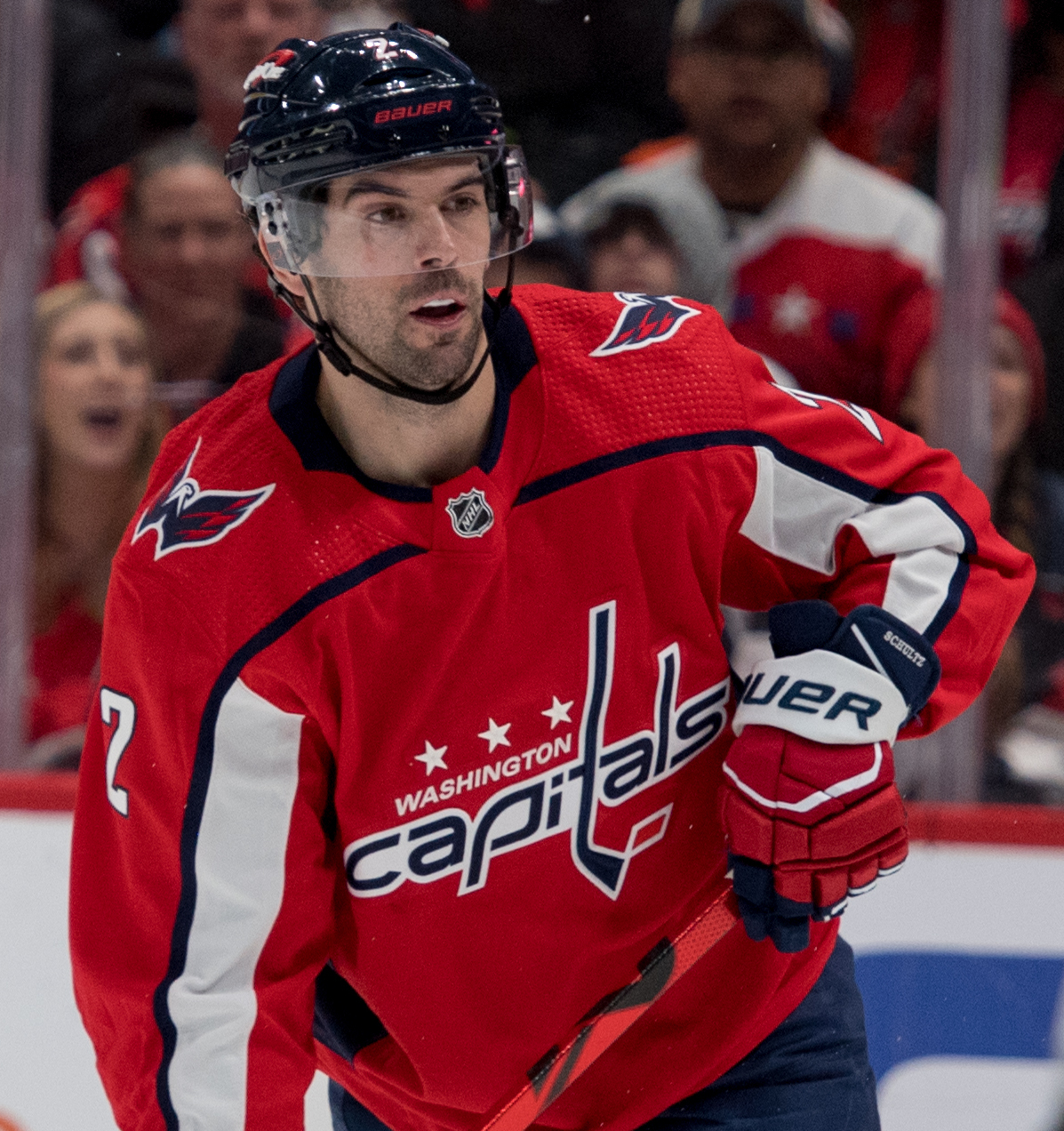
Schultz im Trikot der Washington Capitals (2021)

Schultz begann seine Karriere bei den Westside Warriors aus der kanadischen Juniorenliga British Columbia Hockey League, bei denen er zwei volle Spielzeiten verbrachte. In dieser Zeit wurde er beim NHL Entry Draft 2008 in der zweiten Runde an insgesamt 43. Position von den Anaheim Ducks selektiert. In den Spielzeiten 2007/08 und 2008/09 wurde er zum Interior Conference Abwehrspieler des Jahres ernannt. Von 2009 bis 2012 besuchte der Defensivakteur die University of Wisconsin–Madison und war für deren Eishockeyteam, die Wisconsin Badgers, in der Western Collegiate Hockey Association (WCHA) aktiv. In der WCHA entwickelte er sich zu einem der besten Abwehrspieler der Liga und wurde folglich in den Jahren 2011 und 2012 unter anderem sowohl zum besten Defensivspieler der Liga ernannt, als auch in das First All-Star-Team gewählt. Zusätzlich war er in beiden Jahren Finalist für den Hobey Baker Memorial Award, der jährlich an den besten Universitäts- und Collegespieler vergeben wird.
Da er sich innerhalb von vier Jahren nicht auf einen Vertrag mit seinem Draftverein Anaheim Ducks einigen konnte, wurde er im Juni 2012 zu einem so genannten Unrestricted Free Agent; einem vertragslosen Spieler, der uneingeschränkt mit allen Teams der National Hockey League (NHL) verhandeln kann. Am 30. Juni 2012 unterschrieb er schließlich einen zweijährigen Einstiegsvertrag bei den Edmonton Oilers.
Durch den Lockout vor Beginn der NHL-Saison 2012/13 bestritt Justin Schultz seine ersten Einsätze als Profispieler für Edmontons Farmteam Oklahoma City Barons aus der American Hockey League (AHL). Schultz erzielte in 34 AHL-Spielen 18 Tore und 30 Torvorlagen und nahm im Januar 2013 am AHL All-Star-Game teil. Wenig später wurde er mit Beendigung des NHL-Lockouts in den Kader der Edmonton Oilers versetzt. Obwohl der Verteidiger nur knapp die Hälfte aller AHL-Spiele absolvierte, wurde er im April 2013 mit Abschluss der regulären Saison sowohl in das AHL First All-Star Team als auch in das AHL All-Rookie-Team gewählt. Zusätzlich wurde er als bester Abwehrspieler der Liga mit dem Eddie Shore Award ausgezeichnet. Justin Schultz war nach 55 Jahren der erste Rookie, der mit dieser Trophäe geehrt wurde.
Am 20. Januar 2013 absolvierte er gegen die Vancouver Canucks sein erstes Spiel in der National Hockey League. Einen Spieltag darauf erzielte er bei einer Partie der Oilers gegen die San Jose Sharks sein erstes NHL-Tor. Im Februar 2016 wurde Schultz im Austausch für ein Drittrunden-Wahlrecht im NHL Entry Draft 2016 an die Pittsburgh Penguins abgegeben und gewann mit diesen am Ende der Saison den Stanley Cup. Diesen Erfolg wiederholte der Verteidiger mit den Penguins im Jahr darauf. Nach vier Jahren in Pittsburgh wurde sein auslaufender Vertrag nach der Spielzeit 2019/20 nicht verlängert, sodass er sich im Oktober 2020 als Free Agent den Washington Capitals anschloss. In gleicher Weise wechselte er im Juli 2022 zu den Seattle Kraken, wo er bis Sommer 2024 unter Vertrag stand. Nachdem er bis Oktober desselben Jahres ohne Arbeitgeber dastand, wurde der Kanadier vom HC Lugano aus der Schweizer National League für die Saison 2024/25 verpflichtet. Bereits Mitte Dezember trat der 34-Jährige nach acht Einsätzen für den HCL aus persönlichen Gründen aus dem aktiven Sport zurück.

## Erfolge und Auszeichnungen
| - 2008 BCHL Interior Conference Best Defenseman - 2009 BCHL Interior Conference Best Defenseman - 2010 WCHA All-Rookie Team - 2011 WCHA Defensive Player of the Year - 2011 WCHA First All-Star Team - 2012 WCHA Defensive Player of the Year - 2012 WCHA First All-Star Team | - 2012 NCAA First All-American Team - 2013 AHL All-Rookie Team - 2013 AHL First All-Star Team - 2013 Eddie Shore Award - 2013 NHL All-Rookie Team - 2016 Stanley-Cup-Gewinn mit den Pittsburgh Penguins - 2017 Stanley-Cup-Gewinn mit den Pittsburgh Penguins |

## Karrierestatistik

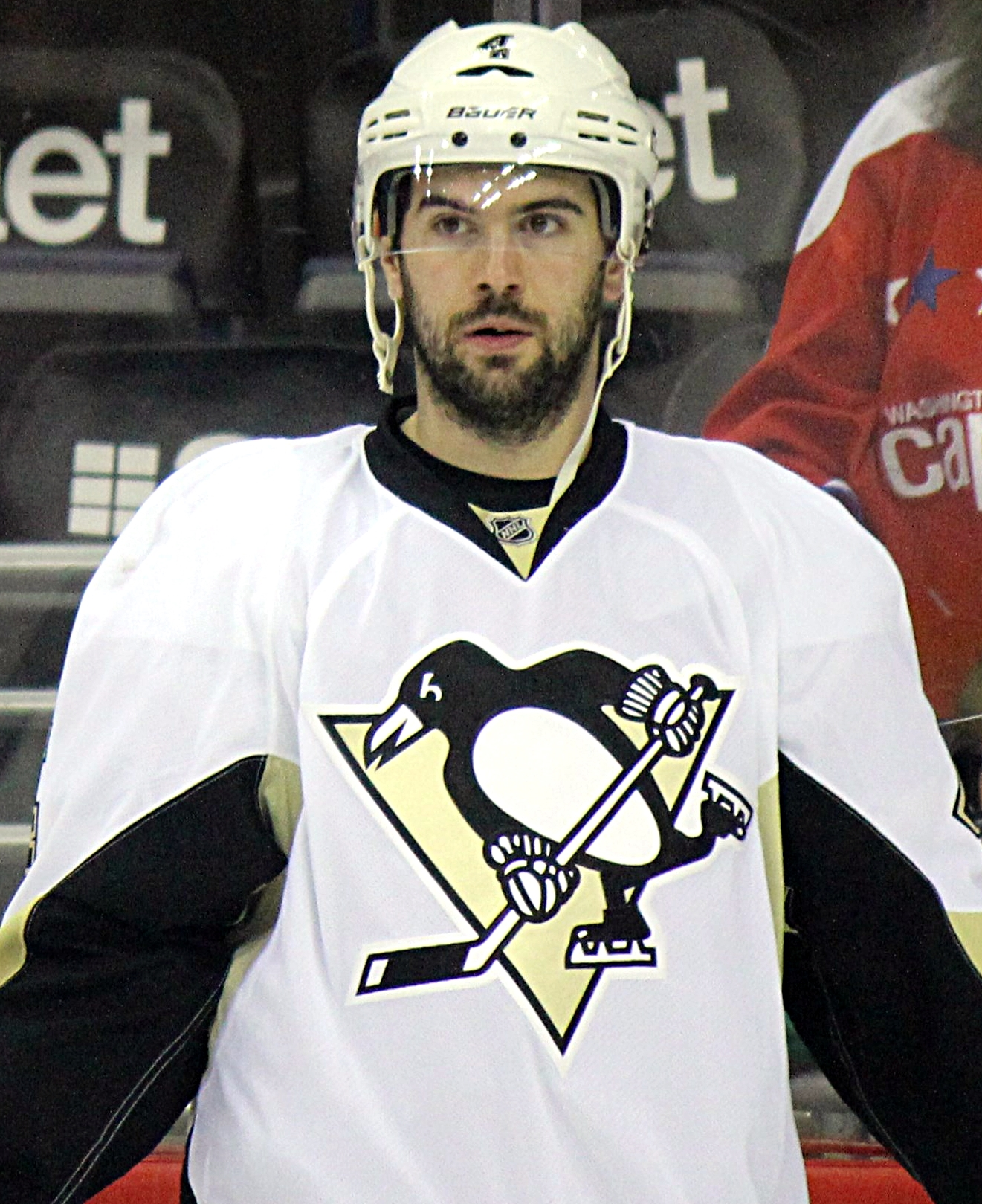
Schultz als Spieler der Pittsburgh Penguins (2016)

### International
Vertrat Kanada bei:
- Weltmeisterschaft 2013

(Legende zur Spielerstatistik: Sp oder GP = absolvierte Spiele; T oder G = erzielte Tore; V oder A = erzielte Assists; Pkt oder Pts = erzielte Scorerpunkte; SM oder PIM = erhaltene Strafminuten; +/− = Plus/Minus-Bilanz; PP = erzielte Überzahltore; SH = erzielte Unterzahltore; GW = erzielte Siegtore; 1 Play-downs/Relegation; Kursiv: Statistik nicht vollständig)